# Savage Rivale Roadyacht GTS
La Savage Rivale Roadyacht GTS è una vettura sportiva realizzata nel 2009.

## Sviluppo
La vettura, presentata per la prima volta al Top Marques di Montecarlo, è stata realizzata da due studenti olandesi, Emile Pop e Justin de Boer. Ne è stata prevista la costruzione limitata a 20 esemplari.

## Tecnica
La vettura è stata dotata di un propulsore V8 derivato dalla Chevrolet Corvette ZR1 che erogava la potenza di 670 cv e 730 Nm di coppia. Ciò permetteva un'accelerazione da 0 a 100 km/h in 3,4 secondi, con velocità massima di 330 km/h. Nonostante la zavorra imbarcata per compensare alcune caratteristiche del mezzo (come l'assenza del tettuccio fisso e la presenza di quattro porte), la Roadyacht GTS aveva un peso complessivo di 1280 kg. Il tetto a scomparsa, attivato tramite un comando elettrico, era composto da pannelli di vetro rinforzati da fibra di carbonio ed aveva una configurazione telescopica multipannello che gli permetteva di chiudersi grazie con la sovrapposizione dei pannelli nel bagagliaio.